# Symphitoneuria wheeleri
Symphitoneuria wheeleri là một loài Trichoptera trong họ Leptoceridae. Chúng phân bố ở miền Australasia.